# Crisi d'autunno del 1850
La crisi d'autunno del 1850 (detta anche crisi di novembre, in tedesco: Herbstkrise 1850) fu una crisi scoppiata nel 1850 tra l'ultraconservatore Impero austriaco, che guidava alcuni stati tedeschi ed era intenzionato a restaurare la Confederazione Germanica dopo le rivoluzioni del 1848-1849, e la Prussia che intendeva invece creare uno stato federale tedesco (l'Unione di Erfurt). Questa crisi portò quasi ad una nuova guerra civile in Germania, ma venne evitata per il ritiro della Prussia.
Le tensioni tra Austria e Prussia si erano manifestate già nella primavera del 1849 quando re Federico Guglielmo IV di Prussia aveva rifiutato la costituzione di Francoforte con l'idea di unificare la Germania su basi conservatrici. Il motivo basilare del conflitto venne rappresentato dalla situazione dell'Elettorato d'Assia.
Austria e Baviera intendevano invadere l'Assia per conto della Confederazione Germanica per venire incontro al principe locale nel suo desiderio di indipendenza dalla Prussia. Ma le strade commerciali e militari che collegavano la parte orientale e quella occidentale della Prussia passavano dall'Assia e pertanto anche la Prussia era interessata a quell'area.
Dopo le prime scaramucce in Assia, lo zar Nicola I di Russia si offrì di mediare tra le due parti in causa. La Prussia temeva lo scoppio di nuove rivolte di stampo repubblicano e che la Russia potesse eventualmente supportare le pretese dell'Austria. Nella Puntualizzazione di Olmütz del 29 novembre 1850 la Prussia abbandonò il suo progetto di unione e si accordò per la restaurazione della Confederazione Germanica, pur discutendo alle conferenze che si tennero a Dresda di una possibile riforma della Confederazione stessa. Quelle conferenze ebbero solo esiti minori e dall'estate del 1851 poté dirsi restaurata appieno la vecchia confederazione tedesca.

## Il dualismo tedesco: la rivalità tra Austria e Prussia

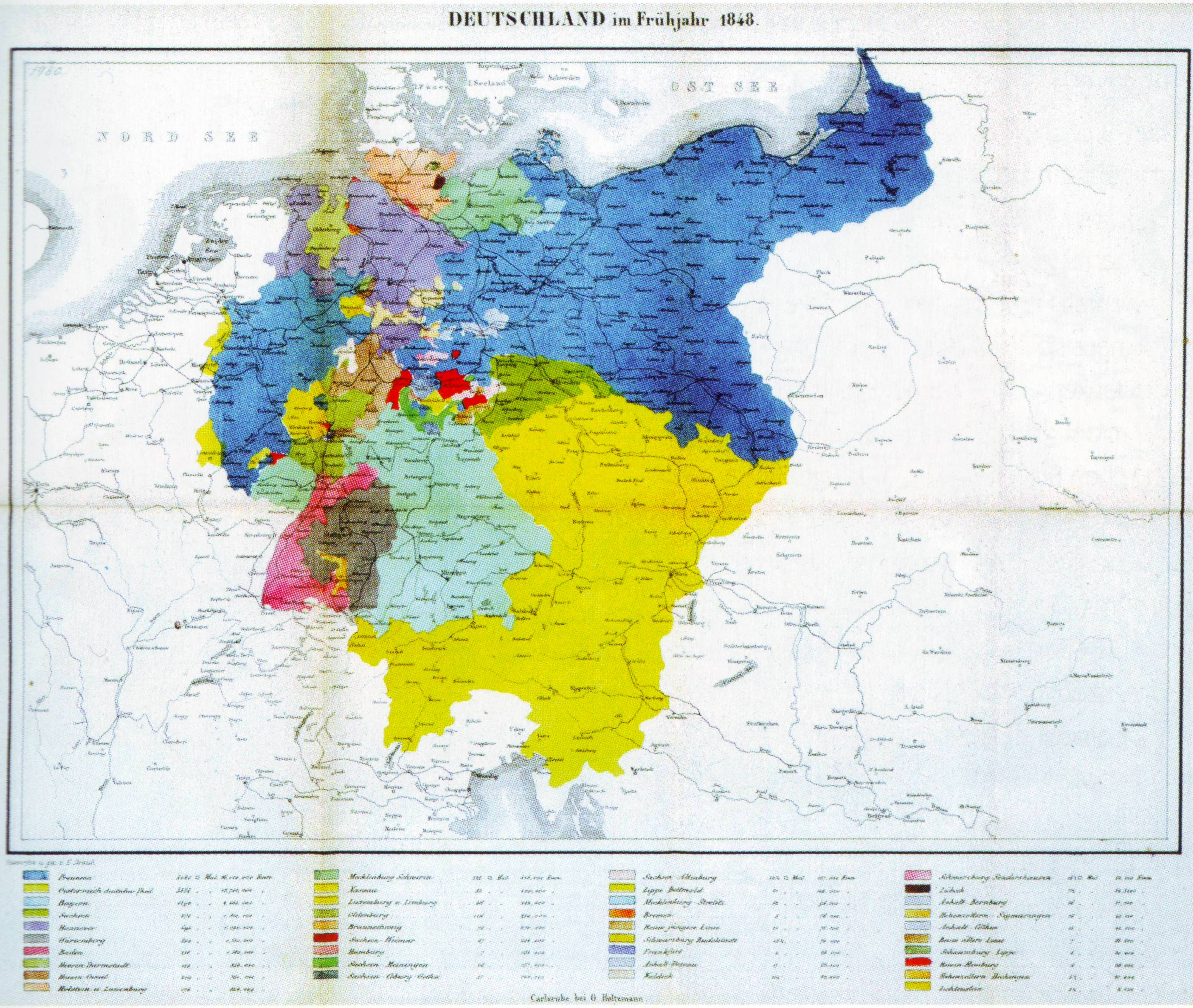
Mappa della situazione della Germania al 1850. La Prussia è indicata in blu, l'Austria in giallo.

Dalla fine del medioevo la monarchia asburgica era stata la principale potenza nel Sacro Romano Impero. Dal XVIII secolo però la Prussia era divenuta la principale potenza della Germania settentrionale e pertanto la rivalità tra i due stati era diventata sempre più marcata sino a sfociare nel cosiddetto dualismo tedesco. Dopo il 1815, all'epoca della costituzione della Confederazione Germanica, la Prussia era quasi interamente  nell'area della confederazione, mentre l'Austria vi era presente solo per quelle parti strettamente "tedesche" del proprio dominio. La Confederazione era essenzialmente un'alleanza militare per fronteggiare e sopprimere movimenti liberali, democratici e nazionalismi particolari.
Nel periodo rivoluzionario del 1848-1849 l'Austria rifiutò l'idea di una nazione tedesca unita, con o senza parti dell'Austria. Al contrario continuava a propugnare l'idea di una Confederazione Germanica di stati federali, ma privi di un parlamento nazionale e di un governo esecutivo proprio.
La Prussia, sull'altro fronte, aveva dato segnali di voler accogliere l'idea di uno stato tedesco sotto la guida della Prussia stessa ma senza l'inclusione dell'Austria. Nel 1849, re Federico Guglielmo IV di Prussia rifiutò la Costituzione di Francoforte giudicandola troppo liberale, ma propose poco dopo l'unificazione della Germania nella cosiddetta Unione di Erfurt. Anche se stati come la Sassonia e l'Hannover vi aderirono nel maggio del 1849 (Alleanza dei tre re), nel giro di pochi mesi tutti si allontanarono dal progetto.

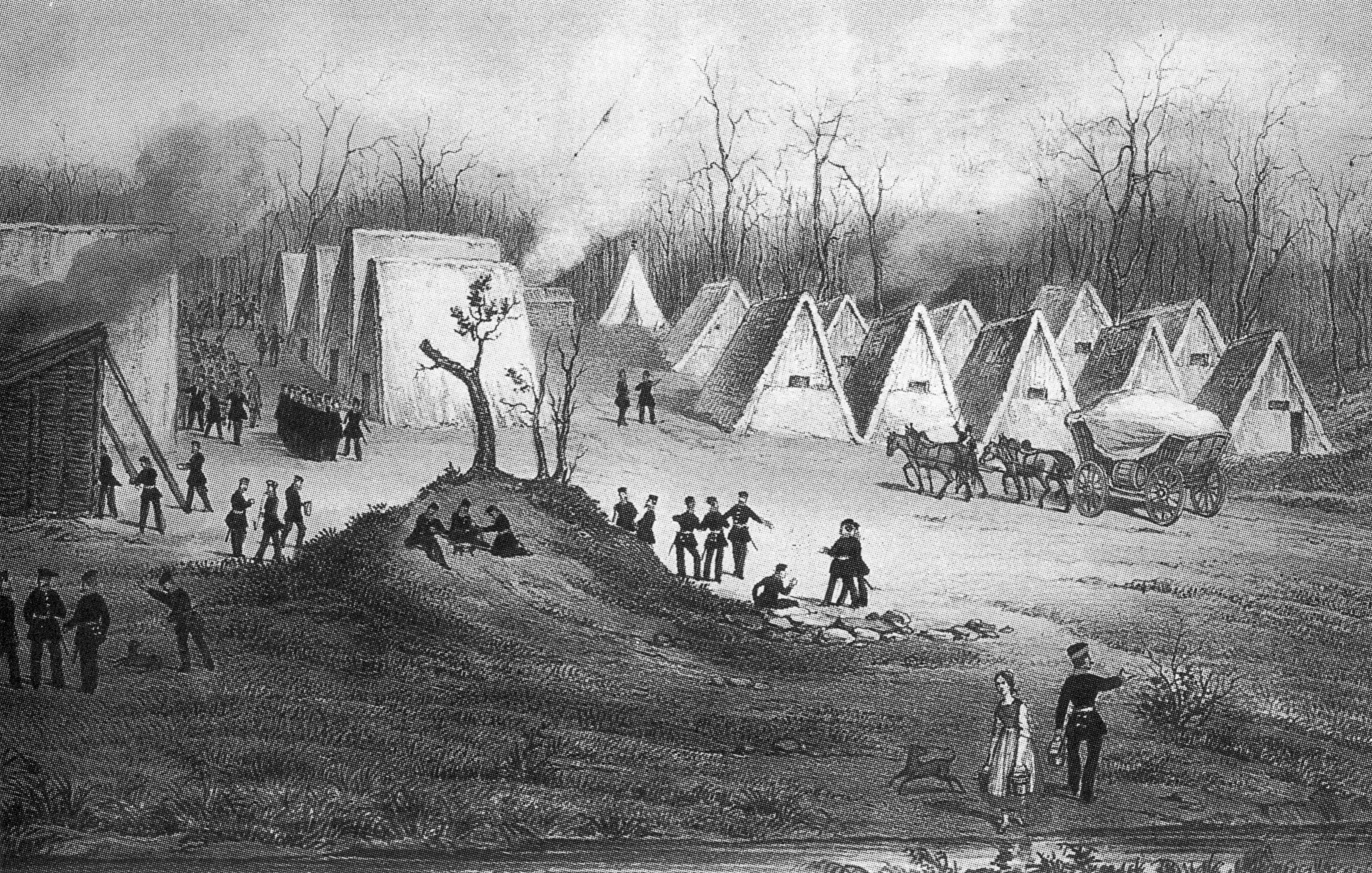
Accampamento dell'esercito dello Schleswig-Holstein a Rendsburg, 1850

Nell'aprile del 1848 la popolazione dello Schleswig-Holstein si era ribellata al proprio sovrano, il duca Federico VII che era anche re di Danimarca. Questo portò alla prima guerra dello Schleswig che venne interrotta più volte da armistizi. La Prussia ed altri stati tedeschi intervennero al fianco dei due ducati contro la Danimarca al punto che la guerra divenne una guerra federale (Bundeskrieg), approvata dal vecchio Bundestag. La Danimarca venne comunque supportata diplomaticamente da grandi potenze come il Regno Unito e la Russia.
All'inizio del 1849, venne a costituirsi un Impero tedesco rivoluzionario come successore della Confederazione Germanica e venne stabilito un nuovo governo nello Schleswig-Holstein (Statthalterregierung). Dal 10 luglio 1849 il sostegno alla popolazione dello Schleswig-Holstein venne a cessare e la Prussia concluse un armistizio separato con la Danimarca (trattato di Berlino). Secondo i termini dell'armistizio, solo l'Holstein sarebbe stato governato dal nuovo sistema, mentre lo Schleswig sarebbe passato sotto la direzione di una commissione controllata dalla Danimarca. Con la pace di Berlino del 2 luglio 1850, la Prussia abbandonò completamente il progetto del nuovo governo: la Danimarca venne ripristinata anche nell'Holstein.

## Il conflitto in Assia

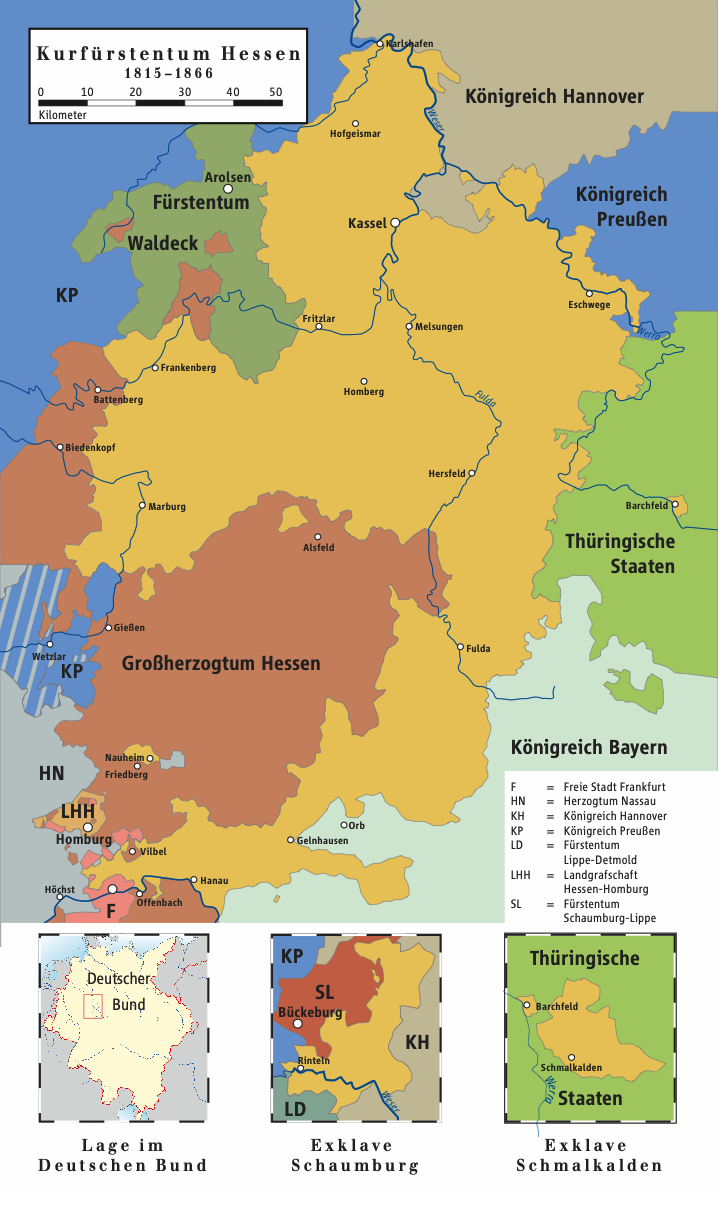
L'area del granducato d'Assia e sue dipendenze (1815–1866)

Il principe elettore Federico Guglielmo d'Assia nominò un capo di governo ultraconservatore nella persona di Ludwig Hassenpflug nel febbraio del 1850. Dal momento che il parlamento assiano non aveva approvato il bilancio presentato da Hassenpflug, il principe giunse a scioglierlo per ben due volte in un solo anno (12 giugno e 2 settembre). Senza rispetto per la costituzione di stato, il principe decise di approvare con un proprio decreto il bilancio. Di fronte alle proteste dei deputati e della maggior parte degli organi sociali e di governo, il principe mantenne le sue posizioni dando l'avvio ad una guerra civile il 7 settembre, nella quale si ritrovò perlopiù isolato.
Il principe si difese dalle accuse mossegli appellandosi alla legge fondamentale della Confederazione Germanica di cui anche il suo stato era membro, ed in particolare menzionò i Sei Articoli del 28 giugno 1832 che prevedevano che il parlamento non potesse negare ad un monarca l'approvazione di una misura vista come necessaria per adempiere gli obblighi che questo aveva nei confronti della confederazione. In realtà i Sei Articoli erano già stati aboliti dal parlamento federale il 2 aprile 1848, ma l'Assia non si era espressa a favore di questa abolizione. Quando il governo dell'Assia lasciò la capitale di Kassel il 12 settembre, chiese nel contempo alla Confederazione Germanica di intervenire in sua protezione secondo l'articolo 26 della costituzione della confederazione stessa. Si presupponeva infatti che l'articolo 26 si potesse sfruttare per un governo sostenuto dalla Confederazione e che il suo uso non fosse ovviamente incostituzionale.

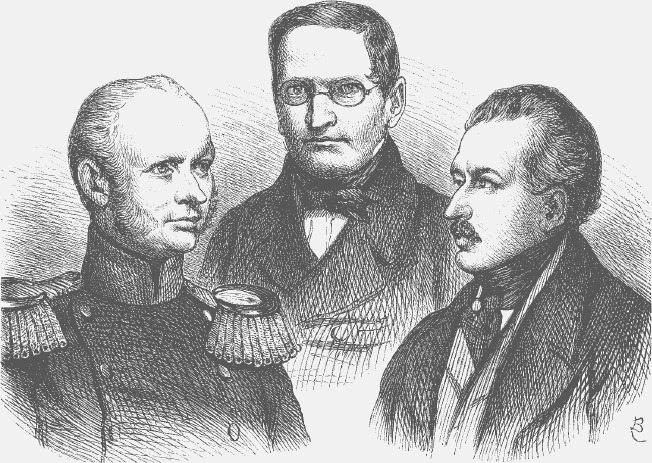
I più importanti tra i consiglieri del re di Prussia: il conte Friedrich Wilhelm Brandenburg, Otto von Manteuffel e Joseph von Radowitz.

Per la Prussia, gli eventi che stavano accadendo in Assia avevano una grande importanza: la parte occidentale della Prussia (Renania e Vestfalia soprattutto) erano geograficamente separate rispetto alla parte orientale (che comprendeva Brandeburgo, Slesia ed altri) e le principali vie di comunicazione tra le due parti transitavano proprio dall'Assia. Dal 1834 era stata sottoscritta una convenzione tra il governo prussiano e quello assiano, secondo la quale le truppe prussiane avevano il permesso di transitarvi in caso di necessità. Già il fatto che l'Assia avesse abbandonato l'Unione di Erfurt nel maggio del 1850 fu un duro colpo per la Prussia, perché la sua assenza divise de facto l'Unione in due parti senza collegamenti. Inoltre l'Assia era divenuta un corridoio sicuro attraverso il quale le truppe della confederazione avrebbero potuto raggiungere l'Holstein passando dall'Hannover.

## La crisi peggiora
Nel corso del 1849 e del 1850, l'Austria riuscì a radunare attorno a sé un gruppo di stati pronti a sostenere la restaurazione della vecchia Confederazione Germanica. La Prussia e i suoi alleati, sull'altro fronte, rigettavano l'idea di un ritorno al vecchio Bundestag. Con la Pace di Berlino del luglio del 1850 la Prussia aveva riconosciuto i principi della legge federale dietro la minaccia di un possibile intervento delle armate della confederazione in Danimarca. Durante i primi mesi del 1850 il governo prussiano si era convinto che l'idea di un ritorno alla confederazione fosse troppo rischioso.

### Le decisioni di settembre e l'accordo di ottobre
Il 2 settembre 1850 il Bundestag si considerava ormai rinnovato completamente dal momento che dodici dei suoi stati membri erano tornati ad aderirvi. Il Bundestag aveva accolto l'intervento delle truppe federali nell'Holstein che il re di Danimarca aveva richiesto nel suo ruolo di duca di Holstein, stato quest'ultimo che era membro della Confederazione a tutti gli effetti. Il 12 ottobre, si riunì una nuova commissione per discutere il caso. Per questo scopo, il 21 settembre di quell'anno, il Bundestag si schierò col principe d'Assia e con la necessità di restaurarlo appieno nel proprio governo.

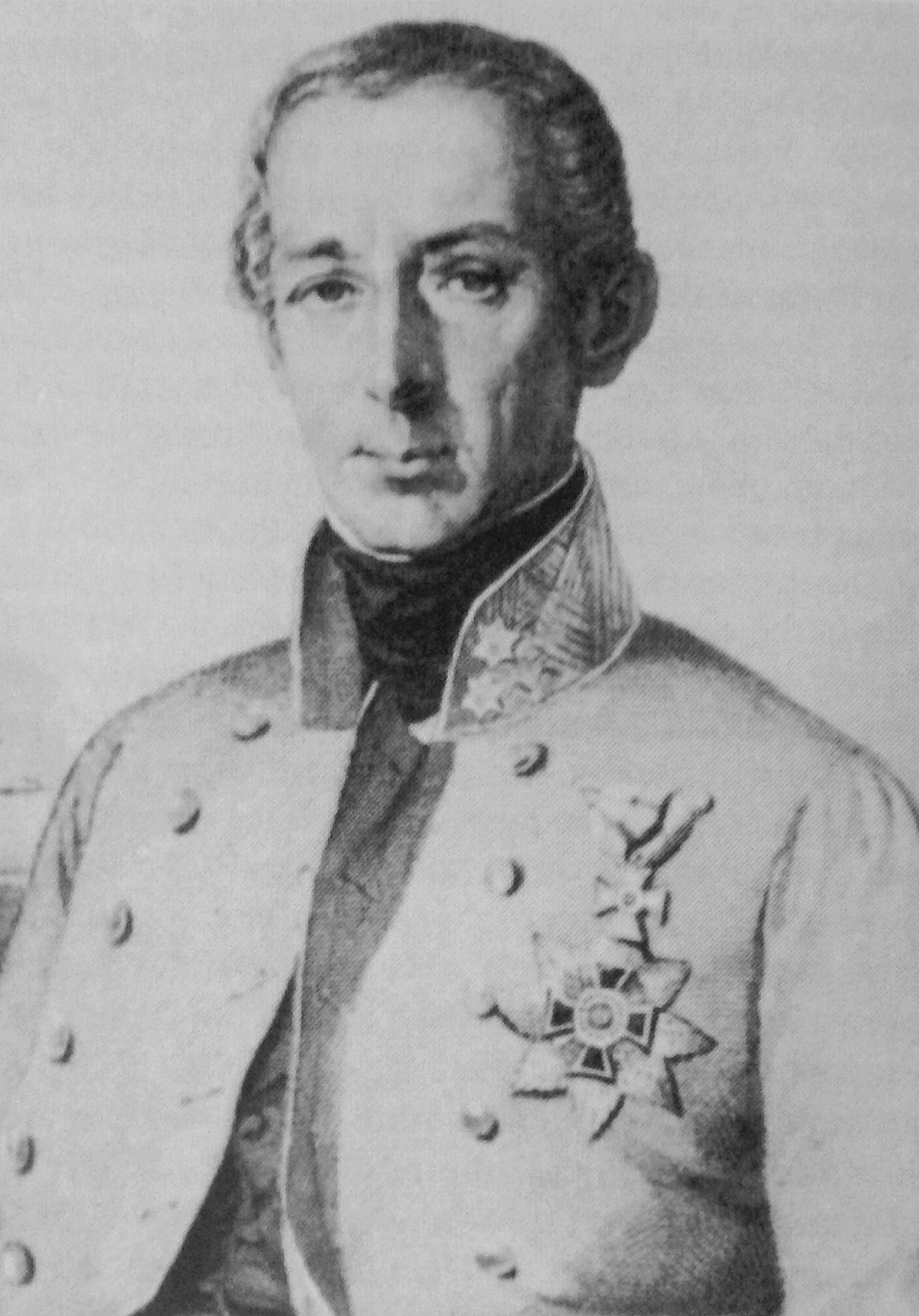
Il primo ministro austriaco, Felix von Schwarzenberg

La Prussia, dal canto suo, vedeva così svanire l'opportunità di unificare i propri possedimenti e si sentiva minacciata nella propria stessa esistenza. Inoltre l'Assia non sarebbe più stata parte dell'Unione di Erfurt. Durante questo periodo uno dei consiglieri del re e tra i principali sostenitori dell'idea dell'Unione, Joseph von Radowitz, riuscì a ridare una visione positiva a Federico Guglielmo IV che il 26 settembre 1850 lo nominò anche suo ministro degli esteri. Nel frattempo, il comportamento della Prussia incoraggiò fenomeni di resistenza in Assia. Lo storico Ernst Rudolf Huber ha evidenziato come la Prussia tendesse ad imporre la disciplina militare in ogni suo ambito e se aveva avuto successo nella repressione dei moti rivoluzionari del 1849, risultava meno rilevante nelle delicate questioni diplomatiche.
L'Austria ed i suoi maggiori alleati, la Baviera ed il Württemberg, siglarono il Trattato di Bergenz il 12 ottobre, il quale prevedeva un'alleanza comune e un appoggio nell'intervento federale in Assia; se la Prussia si fosse opposta, i tre alleati avrebbero preso provvedimenti nei confronti della Prussia. Ai prussiani questo trattato parve una minaccia di guerra. Per evitare direttamente il conflitto, il primo ministro prussiano Friedrich Wilhelm Brandenburg e la sua controparte austriaca Felix von Schwarzenberg, si incontrarono a Varsavia il 25 ottobre. Su pressione della Russia, questi siglarono un accordo nel quale sostanzialmente la Prussia abbandonava l'idea dell'Unione di Erfurt in cambio di una prospettata riforma della Confederazione Germanica.

### Gli eventi di novembre

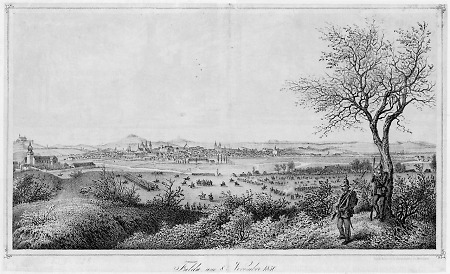
Fulda, 8 novembre 1850; sullo sfondo si nota un gruppo di soldati prussiani

La pace sembrava ancora una volta minacciata dagli eventi bellici che si verificarono in Assia all'inizio di novembre del 1850. Il 26 ottobre, il Bundestag decise di invadere l'Assia per riportare al governo il granduca ed il 1º novembre le truppe bavaro-austriache varcarono il confine. Nel gabinetto di governo della Prussia si accese una disputa tra i ministri che desideravano soprassedere e quelli che erano desiderosi di intervenire. Alla fine la Prussia si limitò a chiedere che le strade potessero continuare ad essere fruibili ai prussiani per i propri spostamenti tra le due parti dello stato.
L'Austria però chiese che la Prussia ritirasse le proprie truppe presenti in Assia che vi si trovavano per proteggere le strade. Questa richiesta sembrò un'imposizione illecita al gabinetto di governo prussiano. Federico Guglielmo IV ordinò una mobilitazione generale il 5 novembre. L'8 novembre truppe bavaresi e prussiane vennero coinvolte in un piccolo scontro presso Bronnzell (a sud di Fulda), ma il pronto intervento di alcuni ufficiali evitò l'innescarsi di una vera e propria battaglia.
Il 21 novembre, il re aprì il parlamento prussiano con un discorso apertamente bellicoso giustificando la sua mobilitazione generale. Tre giorni dopo, Schwarzenberg inviò un ultimatum chiedendo alla Prussia di ritirare tutte le proprie truppe nell'Assia entro 48 ore. La guerra pareva inevitabile, ma il nuovo primo ministro prussiano Otto von Manteuffel chiese ed ottenne di incontrare la sua controparte austriaca il 6 novembre.

## Conclusione

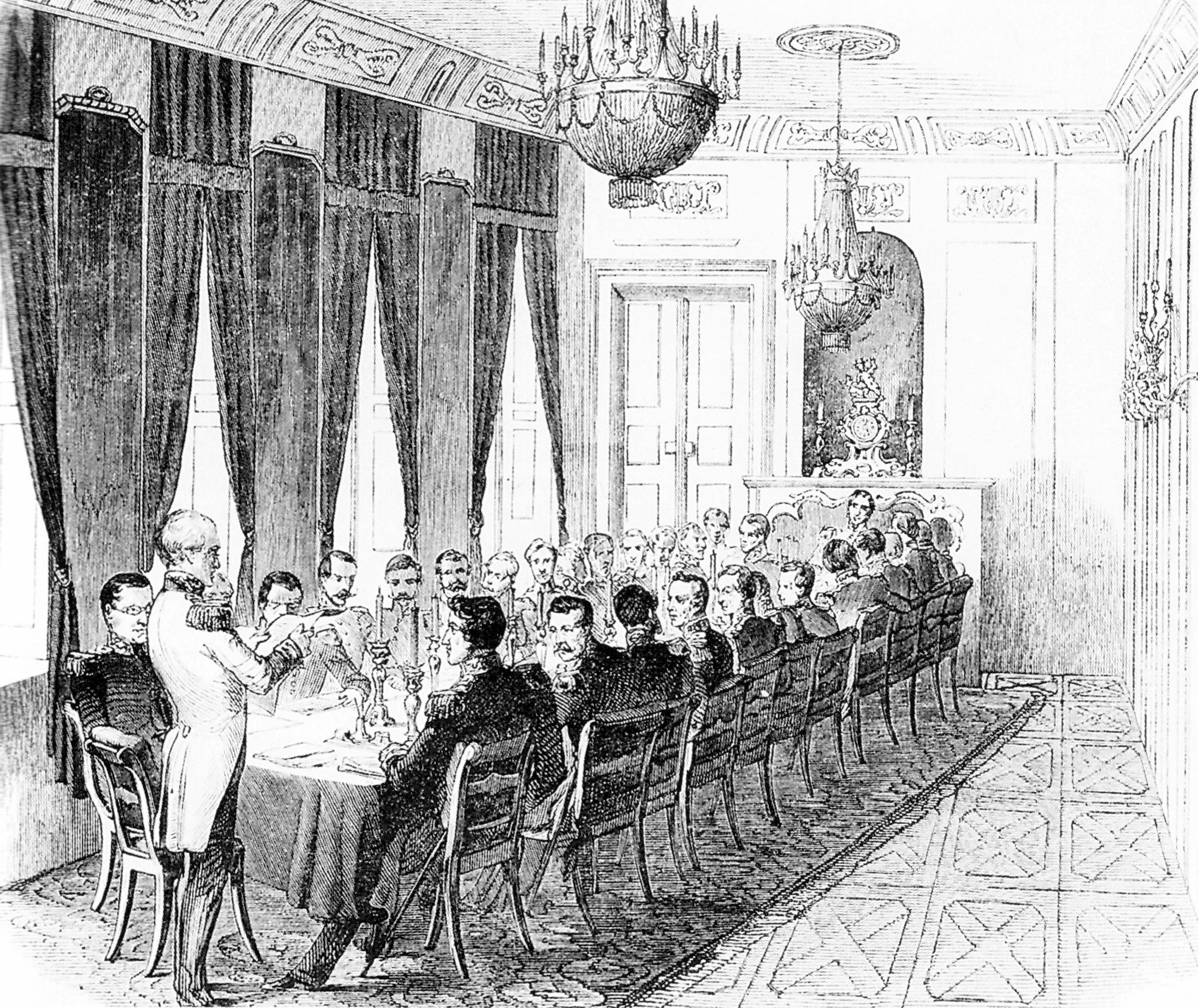
La conferenza dei ministri a Dresda: in piedi il ministro austriaco Schwarzenberg, col prussiano Manteuffel seduto alla sua sinistra

La Prussia scartò l'idea di una guerra contro la Confederazione (e di conseguenza con la Russia, alleata dell'Austria) ed abbandonò anche l'idea dell'Unione di Erfurt. Radowitz abbandonò il gabinetto di governo il 2 novembre. Manteuffel siglò la Puntualizzazione di Olmütz con l'Austria il 29 novembre. Il 2 dicembre il governo prussiano ratificò l'Accordo di Varsavia. L'ultraconservatore Manteuffel uscì rafforzato da questa vicenda e rimase in carica per i successivi otto anni; il principe Schwarzenberg, che non si era mai schierato a favore di una guerra con la Prussia, ne uscì anch'egli vincitore essendo riuscito a togliere i membri più "radicali" dal governo prussiano (come Radowitz).
Alla fine la Prussia aveva receduto dalle proprie intenzioni con la promessa di precise riforme che ora si attendeva. Alle conferenze di Dresda che si tennero nel 1850 e nel 1851, né l'Austria né la Prussia riuscirono ad implementare o migliorare le funzioni della Confederazione Germanica. Gli stati di media grandezza della Germania, infatti, avevano visto con sfiducia questo accordo tra Austria e Prussia. La Confederazione Germanica venne restaurata nell'estate del 1851 senza particolari cambiamenti.
Per quanto riguarda l'Assia, l'Austria, seppur indirettamente, tollerò la presenza delle truppe prussiane anche dopo la firma del trattato. La città di Kassel venne occupata infatti sia da truppe austriache che da truppe prussiane. La Prussia ritirò progressivamente le proprie truppe dal paese, lasciando aree che vennero invece occupate dalle truppe dell'esercito bavarese. Nell'Holstein, all'inizio del 1851, il governo della regione venne retto da commissari federali nominati dall'Austria e dalla Prussia (Statthalterregierung) e poi la gestione venne passata alla Danimarca.
Le ostilità tra le due potenze furono solo rimandate: nel 1866 lo scoppio della guerra austro-prussiana avrebbe riacceso gli animi e l'interesse di entrambe le nazioni sulla Germania.